# Hogye-myeon
Hogye-myeon (koreanska: 호계면) är en socken i kommunen Mungyeong i provinsen Norra Gyeongsang i den centrala delen av
Sydkorea, 150 km sydost om huvudstaden Seoul.